# Mercedes Formica
Mercedes Formica-Corsi Hezode (Cádiz, 9 de agosto de 1913-Málaga, 22 de abril de 2002), conocida como Mercedes Formica,fue una jurista, novelista y ensayista española especialmente conocida por su defensa de los derechos de la mujer en España.
Fue una feminista en plena dictadura franquista que llegó a impulsar, a través de sus denuncias, una reforma de algunos artículos del Código Civilen 1958, dando el primer paso para mejorar la situación jurídica de la mujer casada, culminando este reformismo en los años 80. A pesar de que su nombre debería figurar en la memoria de juristas y en el de la Historia de las mujeres en España, sus logros apenas tuvieron el reconocimiento público en el posfranquismo, a causa, según ella misma lamentó, de su «pasado falangista». También fue invisibilizada como autora, por las dificultades de ser mujer en un mundo literario dominado por hombres, según señalan estudiosos de la literatura.
Pudo realizar una labor en pro de los derechos de las mujeres precisamente por su relación con el régimen franquista, algo que no pudieron hacer otros personajes eminentes del feminismo como el jurista Plutarco Marsá Vancells, perteneciente a familia republicana.
Admiradora de José Antonio Primo de Rivera, se afilió tempranamente a la Falange Española,de la que se fue desvinculando al constatar la desviación del régimen franquista del pensamiento joseantoniano y lo poco que progresaban sus reivindicaciones feministas.Simultaneó el periodismo con la literatura a partir de los años 1940, al principio como autora de novelas rosas, firmadas con el seudónimo de Elena Puerto.
En 1944 se hizo cargo de la dirección del semanario Medina, editado por la Sección Femenina, y colaboró con publicaciones como ABC, Blanco y Negro, Gran Mundo, Teresa y La Ilustración Femenina. En 1950 publicó en la Revista de Estudios Políticos una recensión de El segundo sexo, de Simone de Beauvoir, en la que reivindica la independencia económica de las mujeres y critica el lugar secundario que siempre ocuparon en el ámbito profesional.
Recibió en 1975 el Premio Fastenrath de la Real Academia Española por su obra La hija de Don Juan de Austria (Ana de Jesús en el proceso al pastelero de Madrigal).

## Biografía
Mercedes Formica-Corsi Hezode nació el 9 de agosto de 1913 en Cádiz. Hija de Amalia Hezode y Vidiella y José Formica-Corsi era la segunda de seis hermanos: María Luisa, Elena, Margarita, José y Marita. De familia acomodada, vivió en su ciudad natal hasta los once años, cuando se estableció con su familia en Sevilla, debido a un traslado profesional de su padre, ingeniero industrial, que pasó a dirigir la Compañía de Gas y Electricidad en la capital andaluza; de eso trata su novela autobiográfica La infancia.
Al empeño de su madre, que sufría graves problemas en su matrimonio y que sufrió una separación en la que el «diligente buen padre de familia» dictó su ley, se debió que sus hijas estudiasen y pudieran mantenerse. La joven estudió el bachillerato, primero en el colegio de Santa Victoria de Córdoba y más tarde en el Valle de Sevilla. «Mi madre sufría la indefensión de la mujer educada "a la antigua"» y se preocupó por inculcar a sus hijas el camino de la independencia.
En 1931 Formica preparó en una academia el acceso a la universidad y al año siguiente se matriculó en Derecho y Filosofía y Letras en la Universidad de Sevilla. «Con los catedráticos tuve mucha fortuna. Pertenecían a la nueva hornada republicana y procedían de la Institución Libre de Enseñanza», recordaría muchos años después en sus memorias, aunque de los que cita sólo parece responder a ese perfil el catedrático de Historia del Derecho José Antonio Rubio Sacristán. Siempre tuvo muy claro que su ideal no era el de la mujer abnegada, dependiente de marido, recuerda el catedrático de derecho constitucional Octavio Salazar en una semblanza de Formica publicada en 2020, sino que siempre peleó por tener su habitación propia y su propia voz. «Sólo me casaría por amor y el camino más fácil para conseguirlo era lograr la independencia económica».
En 1933 sus padres se divorciaron y su madre no consintió el divorcio «amistoso», aquella ley contraria a los débiles, y por eso se vio obligada a sobrevivir en Madrid con sus hijas y sin poder ver a su hijo, una experiencia que hizo a la joven tomar conciencia de la situación y la suerte de las mujeres separadas en España. Dotada de una llamativa belleza y elegancia, Mercedes Formica logró seguir con sus estudios en la Universidad de Madrid, pero la Guerra Civil interrumpió su carrera, y no obtuvo la licenciatura hasta 1948, momento en que empezó a ejercer como abogada, especializándose en temas relacionados con los derechos de la mujer.

### Con Falange Española y José Antonio Primo de Rivera
La primera vez que tuvo noticia de José Antonio Primo de Rivera fue en casa de unas amigas, cuando una mañana de octubre de 1933 oyó por la radio el discurso de la Comedia. Le llamaron la atención algunos párrafos del discurso y preguntó por el orador, cuya existencia hasta ese momento ignoraba.
Un día decidió rellenar la ficha para afiliarse al Sindicato Español Universitario (SEU). Poco después fue nombrada delegada del SEU de la Facultad de Derecho. Su vida se orientó desde entonces a compaginar sus estudios universitarios con la participación en actividades de Falange Española. 

«Sobre el supuesto antifeminismo de José Antonio y la tesis, tan difundida, de querer a la mujer en casa, poco menos que con la "pata quebrada", debo decir que no es cierto. Forma parte del proceso de "interpretación" a que fue sometido su pensamiento. Como buen español, sentía recelo hacia la mujer pedante, agresiva, desaforada, llena de odio hacia el varón. Desde el primer momento contó con las universitarias y las nombró para cargos de responsabilidad. En lo que a mí respecta, no vio a la sufragista encolerizada, sino a una joven preocupada por los problemas de España, que amaba su cultura e intentaba abrirse camino, con una carrera, en el mundo del trabajo».

En 1936 el propio José Antonio la nombró delegada nacional del SEU femenino y por tanto miembro de la Junta Política de Falange Española.

### Guerra civil española
La Guerra Civil le sorprendió en Málaga, que habían visitado a menudo y conocía bien, con amistades en el barrio burgués del Limonar y la Caleta, donde acabaría viviendo mucho más adelante. Tras el divorcio de sus padres, se había instalado en Málaga  con su madre y hermanos, y allí vivió de cerca la experiencia del terror revolucionario —que recuerda con detalle en sus memorias y le sirvió de telón de fondo para su novela Monte de Sancha— hasta que consiguieron escapar y llegar, vía Tánger, a Sevilla, en la zona sublevada. Desde entonces, colaboró estrechamente con la Sección Femenina; en Málaga asistió a la jefa local de la Sección Femenina, Carmen Werner Bolín.Entró en Málaga con las fuerzas franquistas que, tras la toma de la ciudad el 8 de febrero de 1937, organizaron diversas instalaciones de la Sección Femenina en Málaga. 
El 20 de diciembre de 1937 se casó con Eduardo Llosent y Marañón —quien años antes había sido uno de los animadores de la revista de Mediodía, órgano de la Generación del 27 en la capital hispalense— en la capilla de Nuestra Señora de la Antigua, de la Catedral de Sevilla. Allí residió la pareja hasta el final de la guerra, cuando Eugenio d'Ors, director general de Bellas Artes, nombró a Llosent director del Museo de Arte Moderno de Madrid.

### Vinculada con el sector menos integrista del régimen
Por su casa de Madrid pasaron escritores, pintores y dramaturgos de la posguerra y era frecuentada por los sectores menos integristas del régimen. Por su parte, Mercedes y su marido asistían a tertulias donde acudían Sánchez Mazas, Eugenio Montes, César González-Ruano, Edgar Neville, Sebastián Miranda, Pilar Regoyos, Natividad Zaro, Mary Navascués, Conchita Montes, etc. También se encontraban con Luis Felipe Vivanco, Luis Rosales y Leopoldo Panero.
A principios de 1944 Pilar Primo de Rivera le propuso la dirección de Medina, semanario de la Sección Femenina donde colaboraron personas procedentes de campos políticos no afines a Falange.
En 1945 publicó en la revista Escorial su novela Bodoque, cuya trama principal gira en torno a un caso de separación matrimonial. 
En 1947 viajó con su marido a Argentina, donde se presentó una muestra de artes plásticas, literatura, música y teatro español. Allí pasaron tres meses. Regresaron a España en diciembre y Formica decidió examinarse de las asignaturas que le faltaban para completar su titulación universitaria interrumpida por la guerra.
En 1948 termina la carrera de Derecho dispuesta a ingresar en el Cuerpo Diplomático, también se plantea realizar oposiciones de Abogacía del Estado o Notarías, pero en todas, incluida la del Cuerpo Diplomático, uno de los requisitos que se pedían para opositar era «ser varón». Le produjo indignación recordar que «José Antonio, cuyo nombre tanto se aireaba, nunca fue contrario a las universitarias». Pidió entonces el alta en el Colegio de Abogados y se convirtió en una de las tres mujeres que ejercían la abogacía en Madrid, tarea que compaginó con su producción literaria.
Aceptó la dirección de la revista Feria —donde colaboraron, entre otros, Leopoldo Panero y Luis Rosales— pero la aventura no duró mucho tiempo, porque, privada de medios económicos, la revista desapareció. 
Y en 1948 en el Instituto de Estudios Políticos, destinado a ser el grupo de expertos del régimen franquista, y que entonces dirigía Francisco Javier Conde, trabajó en una propuesta de reforma legal para permitir el acceso de la mujer a puestos de responsabilidad.

### La mujer y las profesiones liberales
Fue una de las primeras mujeres que ejercieron la abogacía en España. Estuvo colegiada en Madrid desde 1950 con el número 14.101.
A lo largo de su vida, Formica peleó contra la exclusión de las mujeres de las oposiciones que permitían solo a los varones acceder a la Judicatura, a la Abogacía del Estado o a las Notarías titulando el primer capítulo de su último volumen de memorias «En busca de trabajo. La exigencia de cumplimiento imposible: ser varón».
En 1950, en la Revista de estudios políticos publicó un trabajo sobre El segundo sexo, de Simone de Beauvoir reivindicando la independencia económica de las mujeres y criticando el lugar secundario que siempre ocuparon en el ámbito profesional.
A comienzos de la década de los años 1950, Pilar Primo de Rivera le encargó una ponencia sobre La mujer en las profesiones liberales para presentarla en el I Congreso Femenino Hispanoamericano Filipino, convocado en Madrid en mayo de 1951. Para prepararlo, buscó colaboradoras universitarias que habían obtenido el título —en su mayoría— antes de la guerra: María de la Mora y Sofía Morales, periodistas; Carmen Llorca, Josefina Aráez y Pilar Villar, Filosofía y Letras; Carmen Segura, ingeniera industrial; Matilde Ucelay —que pertenecía al grupo de los vencidos— y María Ontañón, arquitectas; Mercedes Maza, médica; y Carmen Werner, licenciada en pedagogía. En el texto, reivindicaron la plena incorporación de las mujeres al mundo laboral, pero los organizadores retiraron la ponencia tachándola de «feminista».  Durante la elaboración de la ponencia, Formica encontró tiempo para escribir una nueva novela: Monte de Sancha, finalista del Premio Ciudad de Barcelona.

### «El domicilio conyugal»
En 1952 empieza a firmar artículos en el diario ABC. El 7 de noviembre de 1953 el director, Luis Calvo, dio luz verde a la publicación de un artículo que había sido retenido por la censura: «El domicilio conyugal», escrito al conocer Fornica las doce puñaladas que sufrió Antonia Pernia Obrador a manos de su esposo, suceso recogido en los periódicos como «Mujer apuñalada por su marido». No era la primera vez que había discusiones en ese matrimonio, pero ese día el marido fue más lejos; aunque ella había intentado separarse, el abogado le había advertido de que perdería su casa, sus hijos, sus bienes..., así que sólo le quedó el recurso de aguantar y resignarse hasta el límite de jugarse la vida en el verano de 1953. 
Su artículo desató una intensa polémica sobre la situación de las mujeres separadas y la legislación matrimonial que no daba opción a las mujeres, donde optar por la separación significaba perder hijos, hogar y bienes. Y el diario ABC abrió una encuesta entre juristas sobre la necesidad de modificar la legislación en estos aspectos.
De acuerdo con los artículos 1.880 y siguientes de la ley procesal entonces vigente, la vivienda familiar se consideraba «casa del marido» y la esposa que pedía la separación —culpable o inocente— debía abandonar aquella para ser «depositada» en domicilio ajeno. El de sus padres si los tenía, o en un convento, siempre bajo la tutela de un «depositario».
El 7 de diciembre de 1953 la revista Time le dedica una página. El artículo termina con la frase que dicen haber escuchado a un madrileño: «Creo que empieza un gran torbellino. Gracias a Dios, mi mujer no lee los periódicos». 
Y Robert Capa, al frente de la agencia Magnum, envió a la fotógrafa austriaca Inge Morath, la primera mujer que se incorporó a la agencia, a inmortalizar a Mercedes Formica para un reportaje, «World of women», junto a otras tres mujeres destacadas de otros países —Federica de Grecia, la doctora Han Suyin, de Singapur y la científica estadounidense Eugenie Clark—.
El 20 de diciembre de 1953, el semanario  anarcosindicalista del exilio CNT, prohibido en España, dedica una extensa nota que terminaba así: «Interesante la cuestión planteada por Mercedes Formica, mucho más por lo que sugiere que por lo que expresan las opiniones terciadas [...] Esperamos sin embargo, que no haya sido dicha la última palabra. A la Iglesia como institución tocará decirla cuando logre reponerse de la sorpresa». 
Persiguiendo una reforma legal, Formica pronunció conferencias y escribió artículos, fue recibida por Franco y hasta el presidente del Tribunal Supremo, José Castán Tobeñas, se hizo eco de sus reclamaciones en la apertura del año judicial del año 1954. 
El diario ABC se benefició del éxito alcanzado por la abogada. Días después, el periódico abrió una encuesta en torno a la reforma de la legislación denunciada, dando también cabida en sus columnas a expertos juristas a la vez que, a su redacción, llegaban a diario cartas, adhiriéndose a las reivindicaciones femeninas propuestas por Mercedes Formica. Al mismo tiempo, publicó un editorial destacando el eco que tuvo el artículo y el planteamiento del problema de la capacidad legal de la mujer española, añadiendo que la situación concreta que denunciaba su colaboradora «no es sino una de tantas manifestaciones de una característica de nuestro Derecho Civil, que fue objeto de estudio en el primer Congreso Nacional de Justicia y Derecho…»
El 10 de febrero de 1954, en el Círculo Medina de la Sección Femenina pronuncia una conferencia bajo el título «La situación jurídica de la mujer española» con un enorme éxito. Con el mismo título, da otra conferencia en Barcelona donde, además, en La Vanguardia Española le hacen una entrevista que comienza con esta entradilla: «Mercedes Formica, abogada en ejercicio, del Colegio de Madrid, escritora, novelista, autora de Bodoque, Monte de Sancha, La ciudad perdida, El miedo (inédita esta última), defensora de los derechos de la mujer, disertará hoy en Conferencia Club sobre este tema».
En 1954, publica su novela A instancia de parte, donde muestra su preocupación como mujer y abogada por el doble rasero con que se medían los casos de adulterio entre hombres y mujeres, presentando el tema desde la complejidad de seis diferentes puntos de vista: el del esposo adúltero (Julián), el marido engañado y que no denuncia a la esposa (Chano), la esposa falsamente acusada de adulterio (Aurelia), la esposa adúltera que no ha sido denunciada por su esposo (Esperanza), la que sí fue denunciada y, por lo tanto, cumple condena (Fuensanta), y la manceba o amante del esposo adultero (Bárbara).
Como consecuencia de la campaña creada por la abogada, en el mes de julio de 1956 en el Juzgado de Primera Instancia n.º 3 de Madrid se emitió una sentencia en la que el magistrado resolvió que la esposa siguiera viviendo en el domicilio conyugal, debiendo abandonarlo el marido. Esta sentencia animó a muchas mujeres, que se dirigieron a la prensa exponiendo su precaria situación en la que quedaron después de una sentencia contraria a ellas.

### 1958: Reforma del Código Civil
Cinco años después de la publicación de «El domicilio conyugal» se logró una tímida modificación del Código Civil: la reforma de 1958 sustituyó el concepto «casa del marido», por el de vivienda común del matrimonio, a efectos de determinar, en caso de separación, cuál de los cónyuges quedaría con el uso de la vivienda. Desde entonces, los jueces pudieron decretar que fuese la mujer quien disfrutase de la vivienda conyugal tras la separación. También eliminó la figura degradante del «depósito de la mujer», ese derecho-obligación del marido de «depositarla» en casa de los padres o en un convento y permitió que las mujeres viudas que contrajesen nuevo matrimonio pudieran mantener la patria potestad sobre sus hijos.
Además se limitaron los poderes casi absolutos que tenía el marido para administrar y vender los bienes del matrimonio, dentro del marco establecido en la ley que, en su exposición de motivos, establece que si bien el sexo no puede originar desigualdades

pero sí ciertas diferencias orgánicas derivadas de los cometidos que, en ella, incumben a sus componentes, para el mejor logro de los fines morales y sociales que, conforme al Derecho natural, está llamada a cumplir. Se contempla, por tanto, la posición peculiar de la mujer casada en la sociedad conyugal, en la que, por exigencias de la unidad matrimonial, existe una potestad de dirección, que la naturaleza, la Religión y la Historia atribuyen al marido, dentro de un régimen en el que se recoge fielmente el sentido de la tradición católica que ha inspirado siempre y debe inspirar en lo sucesivo las relaciones entre los cónyuges.

Formica reclamó la eliminación de otros preceptos legales que atentaban contra la dignidad de la mujer, como el tratamiento discriminatorio de la mujer adúltera frente al hombre adúltero en el Código Penal vigente entonces.
La activa participación de Formica en el impulso de esta reforma hizo que fuese bautizada, con ironía, como «la reformica», aludiendo a su apellido y al limitado alcance de la misma, pese a que fue un importantísimo primer paso en la defensa de los derechos de las mujeres, como la propia jurista escribió en el ABC.
La lucha contra el sistema de autoridad marital, la licencia marital y la obediencia al marido, fue una lucha feminista, a cuyo frente estuvo María Telo, que logró que se aprobara la Ley 14/1975, de 2 de mayo, sobre reforma de determinados artículos del Código Civil y del Código de Comercio sobre la situación jurídica de la mujer casada y los derechos y deberes de los cónyuges. Hasta entonces, estuvo vigente en España el deber legal de obediencia de la mujer al marido y el régimen de licencias maritales.
«Mercedes Fórmica ha logrado atraer hacia el tema de la capacidad jurídica de la mujer, la atención de muchos de nuestros mejores profesionales del Derecho. Pero ha logrado todavía más y ha sido el despertar con ese mismo tema la atención de los no-profesionales, de los hombres y las mujeres en general, es decir, de lo que se llama atención pública», escribió Antonio Garrigues, sin embargo, no tuvo ni el reconocimiento del público general, ni el del movimiento feminista en particular.

### Sobre la guerra civil y el franquismo
Fascinada desde su juventud por el discurso de José Antonio Primo de Rivera, en sus memorias censura los planteamientos del Caudillo y asegura que hubiese preferido la disolución de Falange Española al «albondigón», nombre que ella utilizaba para referirse a la unión de tradicionalistas y falangistas decretada por Francisco Franco:

«Aquella amalgama monstruosa, aquel gigantesco albondigón, estranguló la ideología, y todo quedó en una especie de cristianismo obligado, como el impuesto en Roma por el Decreto de Constantino. La tragedia del pensamiento joseantoniano fue detenerse en plena evolución. Si Dionisio [Ridruejo] alzó la voz, a José Antonio le cerraron la boca los que dispusieron su muerte».

En los relatos sobre la Guerra Civil española que atraviesan una parte importante de sus memorias, Formica se rebela contra la barbarie que supuso aquella guerra. Por eso, no se calla a la hora de desenmascarar los cambios de camisa a los que asistió entonces, o lo mismo recuerda su relación con importantes poetas de la Generación del 27 que clama contra el fusilamiento de su admirado Federico García Lorca: «Dos días después, 18 de agosto, asesinaron en Granada a Federico García Lorca. Durante mucho tiempo me resistí a creerlo».
«El gran problema de la generación del 36 —escribió refiriéndose a la suya, al término del primer volumen de sus memorias, en 1982— es un problema de olvido; que alguien explique a uno y a otro bando que olvidar no es sinónimo de traición».
Y aunque la dictadura franquista no respondiese cabalmente a los ideales por los que en su juventud se adhirió al falangismo, su valoración no excluye elementos positivos. La actuación de la Sección Femenina (un grupo, en su opinión, «ejemplar», que algún día, «será estudiado con justicia»), las campañas para la reducción de la mortalidad infantil, la actividad de Regiones Devastadas y posteriormente el Instituto Nacional de la Vivienda, el seguro de enfermedad para el obrero, las escuelas de capacitación profesional, la creación de las universidades laborales, etc., merecen sus elogios. «La década de los cuarenta —escribió en sus memorias— fue el período de las grandes realizaciones, a pesar de sufrir las consecuencias de dos contiendas, la española y la mundial, con las miserias y escaseces que arrastraron consigo. Pero también con un derroche de buena fe, generosidad y esperanza». Por el contrario, los años cincuenta «trajeron la fiebre de la construcción, el turismo, los nuevos ricos, la multiplicación de los trepadores». Con respecto a la vivienda, «falló el sistema de los repartos. Con frecuencia prevalecieron los "enchufes" y recomendaciones».
Formica llegó a entrevistarse con Franco, a quien planteó la situación de los derechos de la mujer. De su encuentro salió «con la sensación de que había sido comprendida» porque el Caudillo también había asistido, al igual que ella en su casa, a los problemas que vivió su madre, explica en sus memorias.

### Biografías y memorias
En 1960 un tribunal eclesiástico declaró nulo su primer matrimonio. En 1962 se casó en segundas nupcias con el industrial y político José María González de Careaga y Urquijo, que murió en 1971. 
En los últimos años del franquismo cultivó la biografía: escribió la de María Ana y María de Mendoza, hija y amante, respectivamente, de Juan de Austria. Fue la biografía La hija de Don Juan de Austria (Ana de Jesús en el proceso al pastelero de Madrigal), publicada en Revista de Occidente con prólogo de Julio Caro Baroja, que le valió en 1975 el Premio Fastenrath de la Real Academia Española. El historiador madrileño relata las numerosas ocasiones en las que se encontraba a Formica leyendo en el Archivo Histórico Nacional. Alaba su figura y aboga por un mayor protagonismo de la mujer en el terreno de la Historia: «Y de esto solo una sensibilidad femenina nos podrá salvar». En la introducción de la obra, la autora gaditana aclara brevemente las andanzas de doña Ana de Austria (siglo XVI) y la forma tan injusta con la que se le ha tratado durante el paso de los siglos por los historiadores, que la tachaban de ignorante e incluso de arrogante. La obra fue recibida por la crítica internacional como una definitiva aportación al estudio del siglo XVI español y fue objeto de polémica en 1985 entre Formica y Antonio Gala, a quien acusó de plagio en un guion de éste para el programa de televisión Paisaje con figuras.
En la década de 1980 decidió escribir sus memorias: la novela autobiográfica La infancia (1987), los tres volúmenes de memorias titulados Visto y Vivido (1931-1937) (1982), Escucho el silencio (1984) y Espejo roto, y espejuelos (1998). También la novela Collar de ámbar (1989), donde recreó el influjo de la cultura hebrea en España.
Afectada por la enfermedad de Alzheimer murió en abril de 2002.

## Opiniones sobre la jurista y escritora
En el año 2013, con motivo de la reedición de sus memorias, Luis Antonio de Villena escribió: 

«Es una escritora notable (historiadora o novelista) que se quedó, como tantos, sin su España. Ella pertenece también a esa soñada y querida "tercera España" —la de Juan Ramón o Cernuda— que no terminamos de ver llegar. Sí, Mercedes Formica no era para nada (bastaba su libertad al oírle hablar para comprobarlo) una señora del Régimen. Pero —hay que decirlo— tampoco abandonó el paraguas de la derecha para cruzar la calle, por lo menos a la mitad. Era simpática, abierta, culta, libre, criticaba a la Iglesia y a Franco, pero se quedó sin cruzar. Merece el rescate. Decía: "El sueño no pudo ser". Era verdad».

Por su parte, Rosa Regás puso de manifiesto la contradicción entre las reivindicaciones feministas de Formica y su apoyo a un régimen que las convertía en inalcanzables:

«Si se contempla la espesa legislación contraria a la libertad de la mujer que el franquismo elaboró y mantuvo con la ayuda de la Iglesia católica, de la burguesía y de los poderes fácticos que habían apoyado el golpe de estado, hay que reconocer que no fue mucho lo que consiguió Mercedes Formica, pero hubo muy pocas mujeres que lo intentaron como lo hizo ella: unas porque no podían, otras porque no creían en ello. Pero a mí me gusta tener el convencimiento de que algo debió de ayudar el hecho de que su madre no la tratara como las bienpensantes mujeres de la época trataban a sus hijas, y que tener una carrera universitaria y una forma de ganarse la vida animó su autonomía de pensamiento y acción y su coraje para enfrentarse, aunque solo fuera formalmente, a la ideología del régimen que ella misma defendió».

## Reconocimientos póstumos

### Homenaje a Mercedes Formica en Cádiz por el centenario de su nacimiento

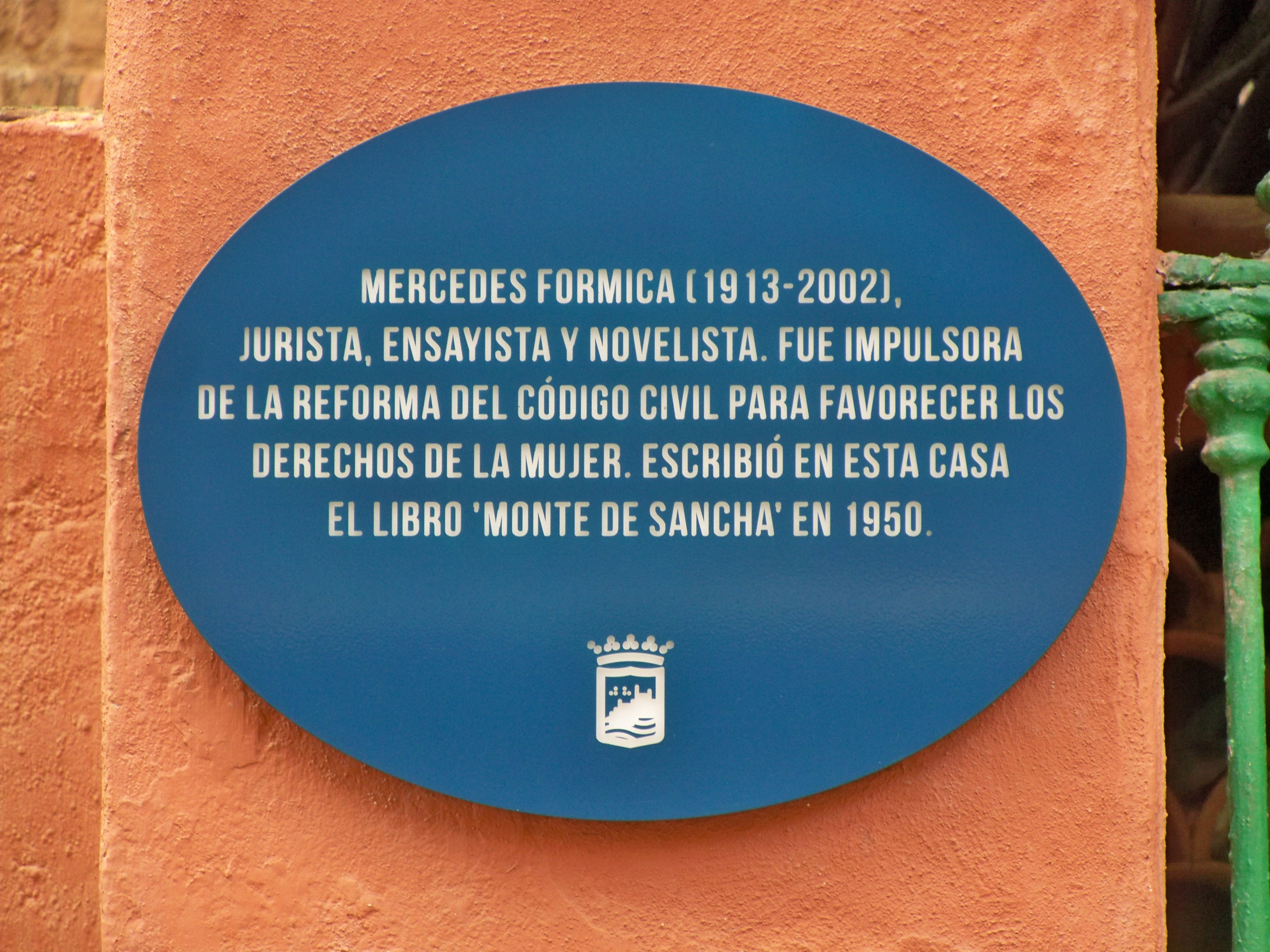
Placa conmemorativa del Ayuntamiento de Málaga dedicada a Mercedes Formica.

Tras el hallazgo de la fecha completa del nacimiento de Mercedes Formica, el 9 de agosto de 2013, por parte del investigador y profesor Miguel Soler Gallo, la Fundación Municipal de la Mujer del Ayuntamiento de Cádiz preparó unos actos en homenaje a su figura, entre ellos, la exposición “Un grito en el silencio: Mercedes Formica (1913-2002)”, que contó con Soler Gallo como documentalista de la muestra que recorría los principales hitos de la vida de la escritora y abogada gaditana. La exposición pudo verse en la Sala Cigarreras del Centro Integral de la Mujer, situada en la Plaza del Palillero, desde el 25 de noviembre de 2013 hasta el 30 de junio de 2014, aunque se extendió hasta el 2 de diciembre, cuando se develó el busto en bronce que se colocó a las puertas del Centro Integral de la Mujer.

### Polémica por la retirada de su busto en Cádiz
El 2 de diciembre de 2014 se inauguró en su ciudad natal un busto de Mercedes Formica en la plaza del Palillero, en el centro de la ciudad, en reconocimiento a su lucha por los derechos de la mujer, auspiciado con el consistorio municipal liderado por el partido político conservador PP.
El 6 de octubre de 2015, el Ayuntamiento de Cádiz retiró el busto y fue trasladado al interior de la Fundación de la Mujer, ubicándola en la biblioteca que lleva, hasta ahora, el nombre de la abogada. La decisión tomada por el nuevo consistorio liderado por el partido político progresista Podemos se interpretó por parte de algunos medios como un intento de borrar las huellas de la historia de la derecha en la calle, dado el pasado falangista de la jurista y abogada. En febrero de 2016, un grupo de intelectuales malagueños inició una campaña para recuperar el busto y recolocarlo en un lugar de honor en la ciudad de Málaga donde Formica vivió sus últimos años y escribió algunos de sus libros. El busto permanece en Cádiz.

### Recuperación de su nombre en el callejero de Madrid
En cumplimiento de la Ley de Memoria Histórica el Ayuntamiento de Madrid aprobó en 2017 una edición especial del callejero oficial cambiando el nombre de 52 calles, momento en que se asignó una calle a Mercedes Formica en reivindicación de su activismo feminista y poniendo el foco en su defensa de los derechos de las mujeres. 

### Placa conmemorativa en Málaga
El Ayuntamiento de Málaga, liderado por el partido político conservador PP, le dedicó una placa conmemorativa el 14 de septiembre de 2022 en su antigua casa situada en el número 10 de la calle Monte de Sancha.

## Publicaciones
- Vuelve a mí. Madrid, Afrodisio Aguado, 1944 [como Elena Puerto].
- Bodoque, Madrid, Escorial, 1945. Última edición: A instancia de parte y dos obras más (la novela corta Bodoque y el cuento "La mano de la niña") (ed. y estudios introductorios de Miguel Soler Gallo), Sevilla, Renacimiento (Espuela de Plata), 2018.
- Mi mujer eres tú. Madrid, 1946 [como Elena Puerto].
- Monte de Sancha, Barcelona, Luis de Caralt, 1950. Ed. rev. y corr. por la autora. Málaga, El Aguacero Libros, 1999, con Prólogo de Francisco Chica. Última edición: Renacimiento (Espuela de Plata), 2015, edición de Miguel Soler Gallo; 2ª edición, Renacimiento (Espuela de Plata), 2024, prólogo de Elvira Roca Barea.
- La ciudad perdida. Barcelona, Luis de Caralt, 1951. Última edición: La ciudad perdida seguida de El secreto, Sevilla, Renacimiento (Espuela de Plata), 2022, edición y estudio introductorio de Miguel Soler Gallo; prólogo de Luis Antonio de Villena.
- "La mano de la niña" (cuento), Clavileño, 10, 1951. Última edición: A instancia de parte y dos obras más (ed. y estudios introductorios de Miguel Soler Gallo), Sevilla, Renacimiento (Espuela de Plata), 2018.
- El secreto. Madrid, Tecnos, 1953. Última edición: La ciudad perdida seguida de El secreto, Sevilla, Renacimiento (Espuela de Plata), 2022, edición y estudio introductorio de Miguel Soler Gallo; prólogo de Luis Antonio de Villena.
- A instancia de parte. Madrid, Cid, 1954, Premio Cid de la Cadena SER. Reedición a cargo de María Elena Bravo, Madrid, Castalia / Instituto de la Mujer, (Biblioteca de escritoras, 22), 1991. Última edición: A instancia de parte y dos obras más (ed. y estudios introductorios de Miguel Soler Gallo), Sevilla, Renacimiento (Espuela de Plata), 2018.
- Falsas y verdaderas formas del feminismo: conferencia... homenaje a Beatriz Galindo. Madrid, (Instituto Beatriz Galindo), 1975.
- La hija de Don Juan de Austria. Ana de Jesús en el proceso al pastelero de Madrigal. Madrid, Revista de Occidente, 1973. Prólogo de Julio Caro Baroja.
- La infanta Catalina Micaela en la corte alegre de Turín. Madrid, Fundación Universitaria Española, 1976.
- María de Mendoza. Madrid, Caro Raggio, 1979.
- Visto y vivido, 1931-1937. Barcelona, Planeta, 1982 (Pequeña historia de ayer I) [Memorias].
- Escucho el silencio. Barcelona, Planeta, 1984 (Pequeña historia de ayer II) [Memorias].
- La infancia. Jerez, Cátedra Adolfo de Castro/Fundación Municipal de Cultura, 1987.
- Collar de ámbar. Madrid, Caro Raggio, 1989.
- Espejo roto, y espejuelos. Madrid, Huerga & Fierro, 1998 (Pequeña historia de ayer III) [Memorias].
- Pequeña historia de ayer (Memorias, 1931-1958) (ed. y estudio introductorio de Miguel Soler Gallo), Sevilla, Renacimiento, 2020. Los tres tomos de memorias reunidos por primera vez.